# Malsjö
Malsjö är en sjö i Borås kommun i Västergötland och ingår i Göta älvs huvudavrinningsområde. Sjön är 20,5 meter djup, har en yta på 1,01 kvadratkilometer och befinner sig 155,9 meter över havet.

## Delavrinningsområde
Malsjö ingår i det delavrinningsområde (642632-132944) som SMHI kallar för Utloppet av Malsjö. Medelhöjden är 178 meter över havet och ytan är 14,67 kvadratkilometer. Det finns inga avrinningsområden uppströms utan avrinningsområdet är högsta punkten. Vattendraget som avvattnar avrinningsområdet har biflödesordning 3, vilket innebär att vattnet flödar genom totalt 3 vattendrag innan det når havet efter 120 kilometer. Avrinningsområdet består mestadels av skog (66 %) och jordbruk (12 %). Avrinningsområdet har 1,24 kvadratkilometer vattenytor vilket ger det en sjöprocent på 8,4 %.

## Galleri

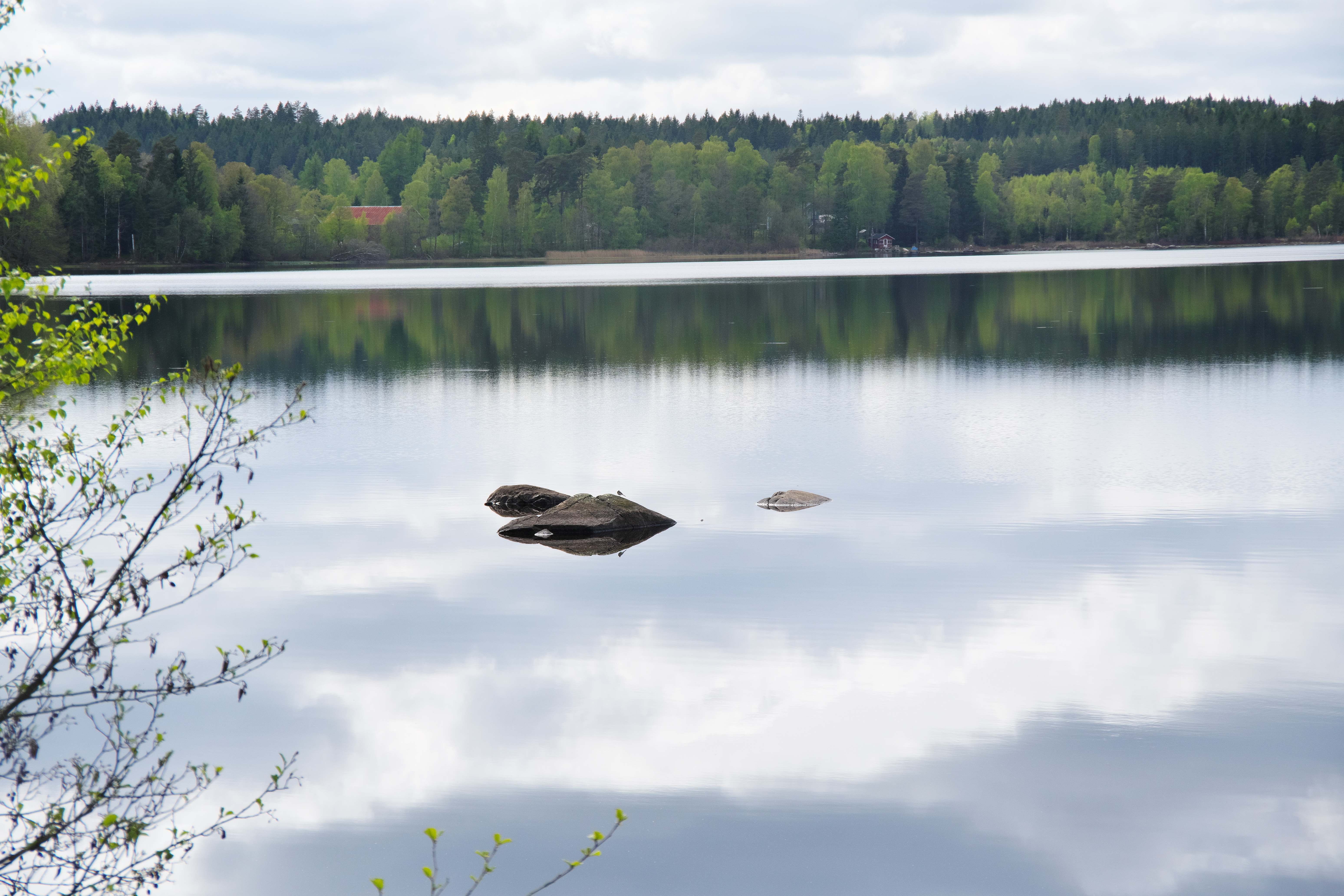
Östra stranden
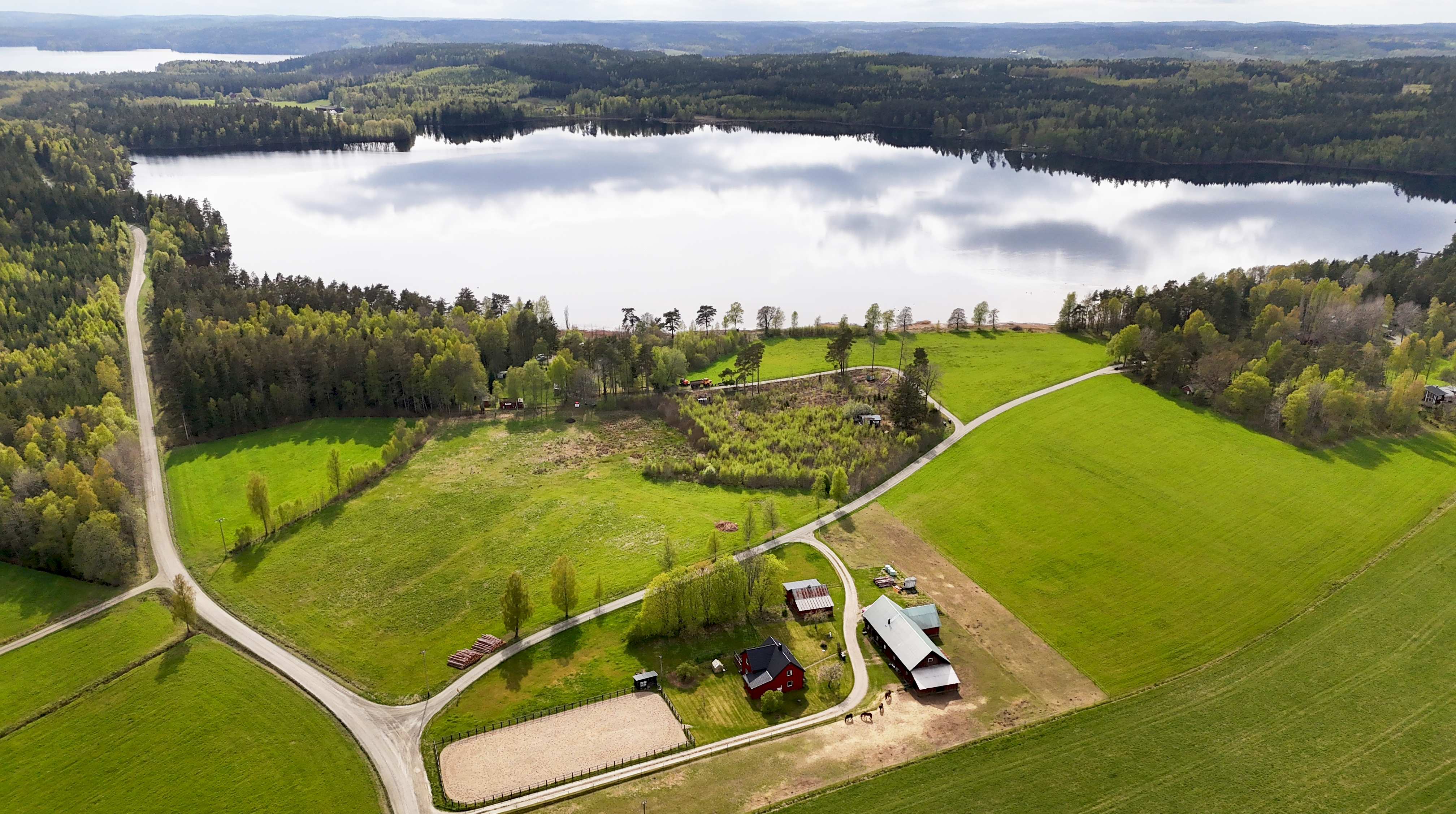